# Gończe koty
Gończe koty (ang. The Houndcats, 1972) – amerykański serial animowany wyprodukowany przez DePatie-Freleng Enterprises.
Premiera serialu miała miejsce 9 września 1972 roku na antenie NBC. Emisja ostatniego odcinka odbyła się 2 grudnia 1972 roku. W Polsce serial został wydany na VHS.
Według starego powiedzenia koty i psy po prostu nie mogą być razem. Ten serial udowodnił, że tradycyjni wrogowie mogą zakopać topór wojenny i połączyć swoje siły do walki ze złem. Serial ten jest parodią tajnych agentów z telewizyjnych filmów szpiegowskich. Główni bohaterowie – Gończe koty przeżywają groteskowo niebezpieczne przygody przedstawione w slapstickowym chaosie.

## Wersja polska

### Wersja VHS
Wersja wydana na VHS z angielskim dubbingiem i polskim lektorem. Dystrybucja: Graf Film International.
- Lektorzy: Andrzej Matul (odc. 1, 3, 4)  i Maciej Gudowski (odc. 13)

## Opis fabuły
Serial opowiada o przygodach dzielnej brygady Gończych kotów na Dzikim Zachodzie, która prowadzi tajemnicze śledztwa i niebezpieczne pościgi, aby pojmać groźnych przestępców.

## Postacie
Gończe Koty:
- Stutz[3] (ang. Stutz) – pomarańczowy kot, lider grupy.
- Rabarbar[3] (ang. Rhubarb) – pies, nosi długi płaszcz i duże sombrero.
- Siłacz[3] (ang. Mussel Mutt) – duży i wiecznie głodny pies pasterski.
- Dingdong[3] (ang. Ding Dong) – pies w niebieskim mundurze wojskowym.
- Kiciak[3] (ang. Putty Puss) – mały kot, ekspert od przebierania się i kamuflażu.

Przestępcy:
- Raven (odc. 1)
- Szczurol (odc. 3)
- Kapitan Blight (odc. 4)
- Madam X i Twardy Łeb (odc. 13)

## Obsada (głosy)
- Michael Bell – 
  - Stutz,
  - The Raven
- Joe Besser – Putty Puss
- Daws Butler – 
  - Rhubarb (3 odcinki),
  - Dr. Strangeless,
  - Grogan
- Stu Gilliam – Ding Dong
- Arte Johnson – 
  - Rhubarb,
  - Kapitan Blight
- Aldo Ray – Mussel Mutt
- Joan Gerber – Madame X
- John Stephenson – Doktor Doll

## Spis odcinków
| N/o            | Polski tytuł                             | Angielski tytuł                                |
| -------------- | ---------------------------------------- | ---------------------------------------------- |
|                |                                          |                                                |
| SERIA PIERWSZA |                                          |                                                |
|                |                                          |                                                |
| 01             | Sprawa dziwnego kolekcjonera             | The Misbehavin' Raven Mission                  |
|                |                                          |                                                |
| 02             |                                          | The Double Dealing Diamond Mission             |
|                |                                          |                                                |
| 03             | Wielki transport złota                   | The Great Gold Train Mission                   |
|                |                                          |                                                |
| 04             | Ocalenie San Francisco                   | The Over The Waves Mission                     |
|                |                                          |                                                |
| 05             | Nie ma to jak śnieżna misja              | There's No Biz Like Snow Biz Mission           |
|                |                                          |                                                |
| 06             | Zabawa w niezwykłe fikcje                | The Strangeless Than Fiction Mission           |
|                |                                          |                                                |
| 07             |                                          | The Ruckus On The Rails Mission                |
|                |                                          |                                                |
| 08             | Ktoś, czy coś - trzeba się dowiedzieć    | The Who's Who That's Who Mission               |
|                |                                          |                                                |
| 09             |                                          | The Perilous, Possibly, Pilfered Plans Mission |
|                |                                          |                                                |
| 10             | Francuski łącznik                        | The French Collection Mission                  |
|                |                                          |                                                |
| 11             |                                          | The Outta Sight Blight Mission                 |
|                |                                          |                                                |
| 12             |                                          | Is There A Doctor In The Greenhouse Mission    |
|                |                                          |                                                |
| 13             | Potrójne oszustwo / Madam X i Twardy Łeb | The Call Me Madame X Mission                   |
|                |                                          |                                                |